# Шпијун који ме је волео
Шпијун који ме је волео (енгл. The Spy Who Loved Me) је шпијунски филм из 1977. године и десети у серији Џејмс Бонд британског продуцента Eon Productions-а. Трећи је филм у коме Роџер Мур игра улогу измишљеног шпијуна, Џејмса Бонда. У осталим улогама су Барбара Бах и Курт Јиргенс, а филм је режирао Луис Гилберт. Сценарио су написали Кристофер Вуд и Ричард Мејбаум, док га је Том Менкевиц непотписано преправио.
Филм је носи назив истоименог романа из 1962. Ијана Флеминга, десете књиге из серије о Џејмсу Бонду, иако не садржи никакве елементе радње овог романа. Прича укључује повученог мегаломана по имену Карл Стромберг, који планира да уништи свет и створи нову цивилизацију под морем. Бонд се удружује са руском агенткињом Ањом Амасовом како би зауставио његове планове, а све док га је ловио моћни Стромбергов послушник, Зуба.
Филм је сниман у Египту и Италији, док су подводне сцене снимљене на Бахамима, а нови филмски сет је изграђен у студију Пајнвуд где су снимљене сцене ентеријера супертанкера. Критичари су похвалили филм, видевши га као повратак на стару форму франшизе, а похвалили су и Мурову глуму. Мур је такође изјавио да је ово његов омиљени Бонд филм у коме је глумио. Саундтрек који је компоновао Марвин Хамлиш такође је наишао на похвале. Филм је номинован за три Оскара, као и за многе друге награде и добио је новелизацију 1977. коју је написао Кристофер Вуд.

## Радња
Британска и совјетска балистичко-ракетна подморница изненада нестају. Џејмс Бонд је позван да то истражи. На путу до брифинга, Бонд избегава заседу од стране совјетских агената у Аустрији, убијајући једног током скијашке потере, а избегавајући остале. У Египту се нуде планови за врло напредни систем праћења подморница. Тамо се Бонд сусреће са совјетском агенткињом Ањом Амасовом као супарницом за планове микрофилма. Заједно путују преко Египта, успут наилазећи на Зубу − високог атентатора са челичним зубима оштрим као бритва. Бонд и Амасова невољно се удружују након што су се њихови британски и совјетски претпостављени договорили о примирју. Особу одговорну за крађе идентификују као бродарског тајкуна и научника Карла Стромберга.
Док путује возом до Стромбергове базе на Сардинији, Бонд спашава Амасову од Зубе, а њихово хладно ривалство се претвара у наклоност. Представљајући се као морски биолог и његова супруга, посећују Стромбергову базу и откривају да је девет месеци раније лансирао мистериозни нови супертанкер Липарус. Док напуштају базу, нападају их Зуба у аутомобилу и Наоми, помоћница / пилот Стромберга у нападачком хеликоптеру, али Бонд и Амасова успевају да им побегну под водом када се њихов аутомобил − Лотус Есприт који је дизајнирао Кју − претвори у подморницу. Зуба прежљава аутомобилску несрећу, а Наоми страда када Бонд испаљује ракету из свог аутомобила која уништава њен хеликоптер. Током испитивања Стромбергове подводне базе Атлантида, пар потврђује да он управља украденим системом за праћење и избегава напад групе Стромбергових мини-подморница. Вративши се на копно, Бонд сазнаје да Липарус никада није посетио ниједно познато пристаниште или луку. Амасова је открила да је Бонд убио њеног љубавника Сергеја Барсова (што је приказано на почетку филма) и зарекла се да ће Бонда убити чим њихова мисија буде завршена.
Бонд и Амасова се укрцавају у америчку подморницу како би испитали Липарус, али подморницу заузима танкер, за који се открива да је плутајући док. Стромберг покреће свој план: истовремено лансирање нуклеарних пројектила из заробљених британских и совјетских подморница како би се уништиле Москва и Њујорк. То би покренуло глобални нуклеарни рат, који би Стромберг преживео у Атлантиди, а потом би нова цивилизација била успостављена под водом. Он одлази са Амасовом у Атлантиду, али Бонд бежи и ослобађа заробљене британске, совјетске и америчке морнаре. Они се боре са посадом Липаруса и на крају пробијају контролну собу, да би од умирућег капетана Липаруса сазнали да су заповедничке британске и совјетске подморнице спремне да испале ракете за само неколико минута. Бонд превари подморнице да испале нуклеарне бомбе једна на другу, уништавајући подморнице и Стромбергове посаде. Победнички подморничари на америчкој подморници побегли су из Липаруса који је потонуо.
Пентагон је наредио подморници да уништи Атлантиду, али Бонд инсистира да прво спаси Амасову. Суочава се и убија Стромберга, али поново наилази на Зубу, кога спушта у резервоар за ајкуле. Међутим, Зуба убија ајкулу и бежи. Бонд и Амасова беже у спасилачком капсули док су Атлантиду потопила торпеда. Амасова узима Бондов пиштољ и упери га у њега, али онда одлучује да га не убије и њих двоје се загрле. Краљевска морнарица проналази капсулу и двоје шпијуна у интимном загрљају, на велико узнемирење надређених на броду.

## Улоге
| Глумац           | Улога                  |
| ---------------- | ---------------------- |
| Роџер Мур        | Џејмс Бонд             |
| Барбара Бах      | мајорка Ања Амасова    |
| Курт Јиргенс     | Карл Стромберг         |
| Ричард Кил       | Зуба (Џоз)             |
| Каролин Манро    | Наоми                  |
| Волтер Готел     | генерал Анатолиј Гогољ |
| Џефри Кин        | сер Фредрик Греј       |
| Бернард Ли       | М                      |
| Џорџ Бејкер      | Капетан Бенсон         |
| Мајкл Билингтон  | Сергеј Борзов          |
| Олга Бисера      | Фелика                 |
| Дезмонд Левелин  | Кју                    |
| Едвард Де Суса   | Шејк Хосеин            |
| Вернон Добчеф    | Макс Калба             |
| Валери Леон      | рецепционарка          |
| Лоис Максвел     | госпођица Манипени     |
| Надим Савалха    | Азиз Фекеш             |
| Милтон Рид       | Шандор                 |
| Шејн Ример       | командир Картер        |
| Роберт Браун     | адмирал Харгрејвс      |
| Ева Рубер-Стајер | госпођа Рубелович      |
| Брајан Маршал    | командир Талбот        |